# بابل (فلم 2022)
بابل (بالإنجليزية: Babylon) هو فيلم دراما تاريخية أمريكي من تأليف وإخراج داميان تشازل وبطولة براد بيت، مارجو روبي، لي جون لي، جوفان أديبو وكاثرين واترستون. تم عرض الفيلم في 25 ديسمبر 2022.

## القصة
يتناول العمل قصة العديد من الشخصيات المختلفة من خلال صعودهم وسقوطهم في خلال فترة الانحطاط والفساد ببدايات هوليوود.

## طاقم التمثيل
- براد بيت بدور جاك كونراد
- مارجوت روبي بدور نيلي لاروي
- دييجو كالفا في دور ماني توريس
- جين سمارت في دور إلينور سانت جون
- جوفان أديبو في دور سيدني بالمر
- لي جون لي في دور سيدة فاي تشو
- أوليفيا هاميلتون في دور روث أدلر
- بي جاي بيرن في دور ماكس
- لوكاس هاس في دور جورج مون
- أوليفيا وايلد بدور إينا كونراد

## الإطلاق
تم عرض فيلم بابل لأول مرة للنقاد والصناعة في 14 نوفمبر 2022، في مسرح صموئيل جولدوين في لوس أنجلوس وفي مدينة نيويورك في اليوم التالي. تم إصداره في 23 ديسمبر 2022. كان من المقرر في البداية عرض الفيلم في 25 ديسمبر 2021، إصدار محدود و 7 يناير 2022، إصدار واسع، ولكن تم تأجيله لاحقًا لمدة عام كامل، مع إصدار محدود في 25 ديسمبر 2022، و 6 يناير، إصدار عام 2023 بسبب جائحة فيروس كورونا.
تم إصدار الفيلم على منصات الفيديو حسب الطلب في 31 يناير 2023 وسيصدر على بلو راي في 21 مارس 2023.

## الإستقبال

### شباك التذاكر
اعتبارًا من 31 يناير 2023، حقق الفيلم 15.4 مليون دولار في الولايات المتحدة وكندا، و 26.9 مليون دولار في دول أخرى، ليصبح المجموع 42.2 مليون دولار.
حصل الفيلم في أوروبا على 3،348،177 دولارًا في عطلة نهاية الأسبوع الافتتاحية في فرنسا و 1،640،861 دولارًا (1،323،683 جنيهًا إسترلينيًا) في المملكة المتحدة، ليحتل المرتبة الثانية والثالثة على التوالي في شباك التذاكر.

## وصلات خارجية
مقالات تستعمل روابط فنية بلا صلة مع ويكي بيانات